# Bostanabad
Bostanabad o Bostan Abad (farsi بستان‌آباد) è il capoluogo dello shahrestān di Bostanabad nell'Azarbaijan orientale.